# 南嶺戰鬥
南嶺戰鬥發生於1933年2月21日中國熱河南嶺一帶是抗日戰爭初期主要戰鬥之一，也是熱河戰役的前哨戰。交戰一方為守軍之國民革命軍，領導者為董福亭，日軍則為進攻方。此役日軍中路勝並攻佔南嶺一帶，國民革民軍退至北票。